# 濱海韋斯特蓋特
濱海韋斯特蓋特（Westgate-on-Sea）是英格蘭肯特郡東南部的一個濱海城鎮。2011年人口普查時有人口6,996人。